# NGC 7423
NGC 7423 је расејано звездано јато у сазвежђу Цефеј које се налази на NGC листи објеката дубоког неба.
Деклинација објекта је + 57° 5' 41" а ректасцензија 22h 55m 6,5s. Привидна величина (магнитуда) објекта NGC 7423 износи 13,5. NGC 7423 је још познат и под ознакама OCL 246.